# Lansingerland
Lansingerland é um município dos Países Baixos, situado na província da Holanda do Sul. Tem 56,37 km² de área e sua população em 2020 foi estimada em 62.882 habitantes.